# Siodło za Piecem
Siodło za Piecem (ok. 1450 m) – płytka przełęcz w północno-zachodniej grani Ciemniaka w polskich Tatrach Zachodnich. Znajduje się pomiędzy skałą Piec (1460 m), a Równią nad Piecem w masywie Upłaziańskiej Kopy. Z zalesionych zachodnich stoków poniżej przełęczy opada do Doliny Kościeliskiej górna część Żlebu pod Wysranki. Stoki wschodnie są trawiaste tylko górą, niżej przechodzą w Wołowy Żleb opadający do Doliny Miętusiej (a dokładniej do Wyżniej Równi Miętusiej).
Przełęcz jest widokowa i stanowi ulubione miejsce odpoczynku turystów. Dawniej była wypasana – wchodziła w skład Hali Upłaz.

## Szlaki turystyczne
– czerwony z Cudakowej Polany przez Adamicę, Upłaziański Wierszyk, polanę Upłaz, Chudą Przełączkę i Twardy Grzbiet na Ciemniak. Czas przejścia: 3:25 h, ↓ 2:30 h.